# Râul Chiua, Șușița
Râul Chiua este un curs de apă, afluent al râului Șușița. Se formează la confluența brațelor Chiua Mare și Chiua Mică

## Hărți
- Ovidiu Gabor - Economic Mechanism in Water Management  Arhivat în 5 martie 2009, la Wayback Machine.